# اچ‌ام‌ای‌اس آدرویت (پی ۸۲)
اچ‌ام‌ای‌اس آدرویت (پی ۸۲) (به انگلیسی: HMAS Adroit (P 82)) یک کشتی بود که طول آن ۱۰۷٫۶ فوت (۳۲٫۸ متر) بود. این کشتی در سال ۱۹۶۸ ساخته شد.